# Vejby Kirke (Gribskov Kommune)
 For alternative betydninger, se Vejby Kirke. (Se også artikler, som begynder med Vejby Kirke)
Vejby Kirke er en middelalderlig kirke i byen Vejby nordvest for Helsinge.
Vejby Kirke er bygget ca 1100 som en stormandskirke i angelsaksisk-normannisk stil.
Det oprindelige tårn, hvis inderste del er skibets nuværende vestligste fag, har haft et herskabsgalleri hvilende på en midtersøjle med to buer. Dette oprindelige tårn er tidligt blevet delvist nedrevet, og skibets tag er blevet ført hen over den nederste del af tårnet, således at enhver mindelse om dette tårn er forsvundet fra kirkens ydre, men spor heraf tydeligt ses i kirkens indre.
Bygningsmaterialet er sandsten, sandsynligvis fra Helsingborg-egnen. Som noget enestående i dansk kirkearkitektur er skibets mur indvendig og udvendig forsynet med en fremspringende 'kordon' gesims, som ikke findes på skibets senere østforlængelse, undtagen delvis på nordsiden, formodentlig stammende fra materialer fra det oprindelige kor og den oprindelige apsis, som blev nedbrudt, da kirken blev forlænget mod øst. Denne forlængelse fandt sted omkring år 1500, og midlerne hertil menes at stamme fra de mange offergaver, som valfartende til Helenekilde og Grav lagde i kirkeblokken i Tisvilde, og som skulle fordeles mellem de syv kirkesogne, som nu udgør Helsinge Kommune.
Ved restaureringen i årene 1969-70 fandt man spor af det oprindelige kor, ligesom man fandt fundamenter til to sidealtre, som har været placeret ved overgangen fra det oprindelige skib til det oprindelige kor, ligesom man i øvrigt fandt det fundament, hvorpå ovennævnte midtersøjle i herskabsgalleriet har stået.
Det nuværende tårn er sandsynligvis kirkens yngste middelalderlige tilbygning. Den er skalmuret og på sydsiden forsynet med et trappehus, der formodentlig er en senere tilføjelse.
Døbefonten er af granit og firkløverformet med relieffer. Dåbsfadet er fra 1829 og forsynet med Frederik 6s monogram i bunden, mens der på kanten står Weibye 1829. Dåbskanden, der ligesom dåbsfadet er af tin, bærer samme inskription.

## Galleri
- Alteret
- Døbefonten
- Prædikestolen
- Kalkmaleri

## Eksterne kilder og henvisninger
- Vejby Kirke Arkiveret 31. januar 2011 hos  Wayback Machine hos nordenskirker.dk
- Vejby Kirke i Den Store Danske på Lex.dk
- Vejby Kirke hos KortTilKirken.dk
- Vejby Kirke hos danmarkskirker.natmus.dk (Danmarks Kirker, Nationalmuseet)